# Landkreis Quedlinburg
Landkreis Quedlinburg – był do 1 lipca 2007 powiatem w niemieckim kraju związkowym Saksonia-Anhalt. Obszar powiatu zostały włączony do powiatu Harz.
Stolicą powiatu Quedlinburg był Quedlinburg.

## Miasta i gminy
1. Quedlinburg, miasto (22.185)

Wspólnoty administracyjne
Siedziba *
| - 1. Wspólnota administracyjna Ballenstedt/Bode-Selke-Aue 1. Ballenstedt, miasto * (7.802) 2. Ditfurt (1.803) 3. Hausneindorf (819) 4. Hedersleben (1.675) 5. Heteborn (383) 6. Radisleben (469) 7. Wedderstedt (449) - 2. Wspólnota administracyjna Gernrode/Harz 1. Bad Suderode (1.858) 2. Friedrichsbrunn (1.038) 3. Gernrode, miasto * (3.897) 4. Rieder (1.924) 5. Stecklenberg (663) | - 3. Wspólnota administracyjna Thale 1. Neinstedt (1.949) 2. Thale, miasto * (12.432) 3. Weddersleben (1.072) 4. Westerhausen (2.151) - 4. Wspólnota administracyjna Unterharz 1. Dankerode (809) 2. Güntersberge, miasto (916) 3. Harzgerode, miasto * (4.276) 4. Königerode (812) 5. Neudorf (676) 6. Schielo (571) 7. Siptenfelde (605) 8. Straßberg (777) |